# Cosmic Force
Cosmic Force – amerykańska grupa hip-hopowa. 
Powstała w późnych latach '70 w Bronksie, w Nowym Jorku. Cosmic Force jako druga, obok Soulsonic Force, powstała z Universal Zulu Nation - grupy producenta i rapera Afrika Bambaataa. 
Wzięła udział w nagraniu debiutanckiej płyty Afriki, Zulu Nation Throwdown, wydanej nakładem Winley Records. Singiel powstał również przy współudziale wokalistki rapowej Lisy Lee, byłej członkini Soulsonic Force.